# Enyhébb végrehajtási szabályok
Az enyhébb végrehajtási szabályok (EVSZ) a szabadságvesztés szabad életkörülményekhez való közelítését szolgáló, ún. „progresszív” büntetés-végrehajtási jogi intézmény. 
Alkalmazási lehetőségét a büntetések és az intézkedések végrehajtásáról szóló 1979. évi 11. törvényerejű rendelet (Bv. tvr.) 1993. évi módosítása teremtette meg.

## Alkalmazásának feltételei
A szabályozás értelmében a fogház és a börtön végrehajtásának rezsimszabályai enyhíthetőek akkor, ha
- az elítélt személyiségére,
- előéletére,
- életvitelére,
- családi körülményeire,
- bűnözői kapcsolataira,
- a szabadságvesztés során tanúsított magatartására,
- az elkövetett bűncselekményre, és
- a szabadságvesztés tartamára

tekintettel a szabadságvesztés célja így is elérhető.

## Az enyhítés tartalma
Az EVSZ alkalmazása esetén az elítélt
- havonta legfeljebb négy alkalommal huszonnégy – kivételesen negyvennyolc – órát meg nem haladó időre eltávozhat a büntetés-végrehajtási intézetből azokon a napokon, amelyeken nem végez munkát;
- a személyes szükségletére fordítható pénzt készpénzben is megkaphatja, és azt a büntetés-végrehajtási intézeten kívül költheti el;
- a látogatóját a büntetés-végrehajtási intézeten kívül is fogadhatja;
- felügyelete mellőzhető, amikor a büntetés-végrehajtási intézeten kívül dolgozik.

## Kizáró tényezők
Az EVSZ nem alkalmazható, ha:
- az elítélt a szabadságvesztésből – az előzetes fogvatartásban a szabadságvesztés foganatba vételét közvetlenül megelőzően folyamatosan töltött időt is beszámítva – a feltételes szabadságra bocsátásig esedékes időtartam felét nem töltötte le;
- az elítélt a szabadságvesztésből fogház fokozatban legalább 3 hónapot, börtön fokozatban legalább 6 hónapot nem töltött le;
- az elítélt a törvény értelmében [ Btk. 47. § (4) bekezdés], vagy a bíróság határozata folytán nem bocsátható feltételes szabadságra;
- az elítélt ellen újabb büntetőeljárás van folyamatban;
- az elítélttel szemben újabb szabadságvesztés végrehajtására érkezik értesítés, és a büntetések nincsenek összbüntetésbe foglalva;
- a bíróság jogerős ítéletében fegyházbüntetésre elítélt a szabadságvesztés fokozatának enyhítésével (Btk. 46. §) tölti börtönbüntetését.

## Visszavonás esetei
Ha az elítélt az eltávozással, illetőleg a büntetés-végrehajtási intézeten kívüli munkavégzéssel kapcsolatos magatartási szabályokat ismételten vagy súlyosan megszegi, így különösen, ha
- az eltávozásról  önhibájából nem az előírt időn belül tér vissza, vagy
- más, súlyos fegyelemsértést követ el, illetve
- az EVSZ alkalmazását kizáró okok bekövetkeznek,

a büntetés-végrehajtási intézet parancsnoka felfüggeszti az EVSZ alkalmazását és előterjesztést tesz a büntetés-végrehajtási bírónak a megszüntetés érdekében.